# Баннерная ткань

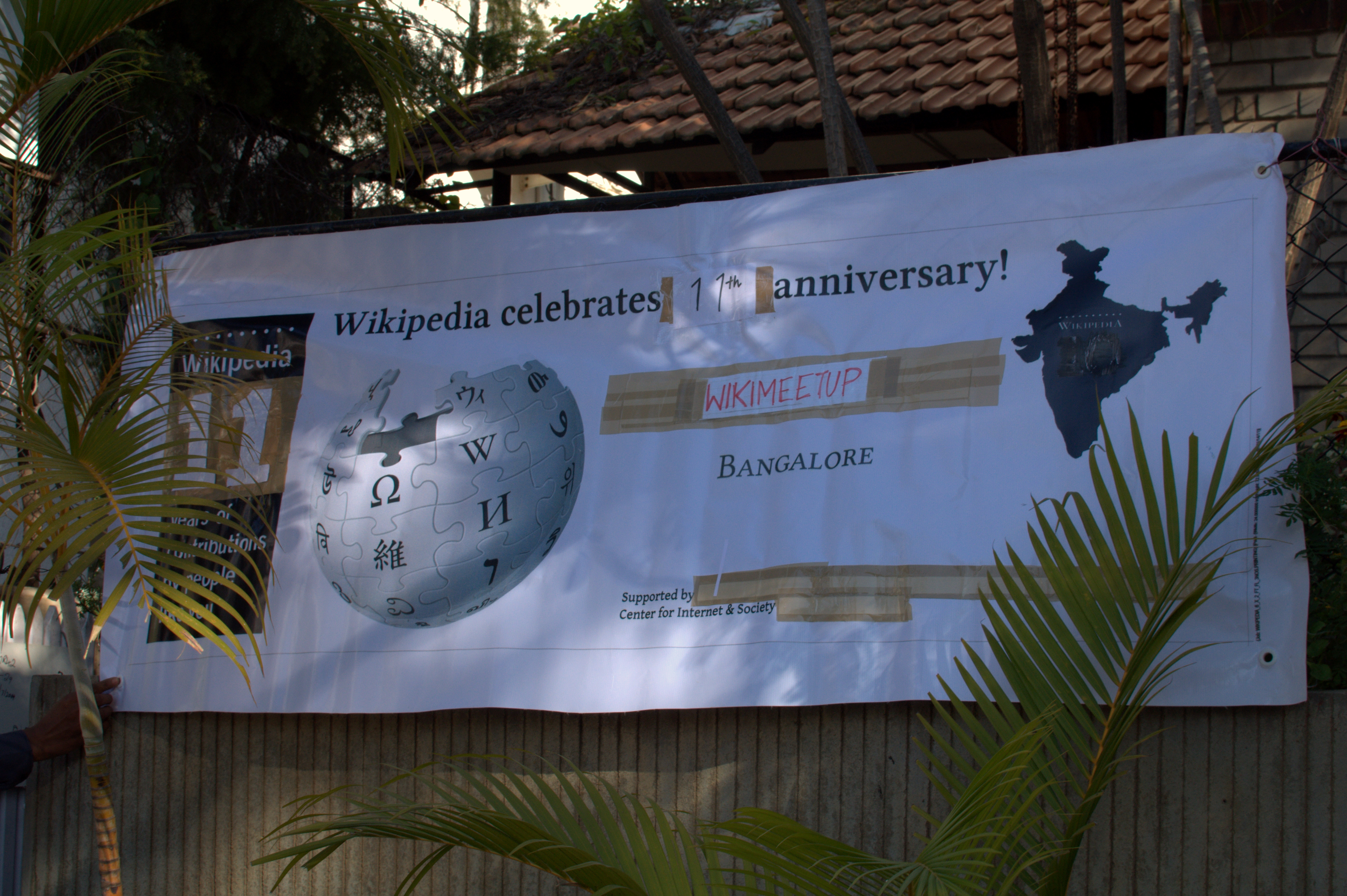

Баннерная ткань — композиционный материал, обычно состоящий из прочной основы и эластичного наполнителя. В качестве основы чаще всего выступает сетка из полиэстера. Наполнители-пластификаторы придают ткани эластичность. Чаще всего в качестве наполнителя используют виниловые полимеры. Кроме того, некоторые сорта баннерной ткани изготавливаются с дополнительными вставками между слоями (например, для управления светопроводимостью).
Широко распространены в рекламной среде при изготовлении изображений для билбордов и брандмауэров, а также изготовления небольших рекламных плакатов и афиш. В равной степени подходят для внутреннего и наружного использования. Более плотные баннерные ткани(от 600 г/м²) применяют для изготовления автомобильных тентов, ангаров, навесов.

## Классификация
По плотности делятся на следующие виды:
- 240—340 г/м² — тонкий баннер для применения в средах с минимальной ветровой нагрузкой и для печати баннеров небольшого формата;
- 340—440 г/м² — баннер средней толщины, подходит для билбордов до 18 м²;
- 450—560 г/м² — баннер повышенной прочности, используется для рекламы больших площадей и для районов с большой ветровой нагрузкой;
- 600 г/м² и выше — тентовые материалы, используются для переоборудования бортового автомобиля в фургон, а также для защиты стройматериалов и промышленного оборудования от атмосферных воздействий.

Самые распространенные типы тканей при печати рекламных баннеров:
- 300 г/м² — наиболее дешевый материал; подходит для краткосрочного размещения (акции, мероприятия и т. д.);
- 440 г/м² — наиболее распространён для печати билбордов как в зимнее, так и в летнее время, а также в интерьерной рекламе; подходит для среднесрочного размещения (3—6 месяцев);
- 510 г/м² — наиболее дорогой и качественный материал, используется для печати брандмауэров и больших плакатов; более распространён зимой, при температурах ниже 15—20 °C; используется для долгосрочного размещения (более 6 месяцев).

По способу изготовления делятся на следующие виды:
- ламинированный — при изготовлении волокна полиэстера ламинируются основой, задающей физические свойства ткани, затем покрываются плёнкой из поливинилхлорида, обеспечивающей печать на ткани;
- каландрированный (полулитой) — состоит из одного слоя, поэтому более эластичный и не подвержен расслоению в местах сгиба; Производство включает процесс заливки пастообразным ПВХ-сетки из полиэстера, затем полученную ткань пропускают через каландры;
- литой — производят методом погружения сетки из полиэстера в жидкий расплав ПВХ; таким путём нить полиэстера пропитывается материалом, что позволяет получить более однородный материал, менее всего подверженный физическим воздействиям.

По целям применения делятся на следующие виды:
- фронтлит (от англ. «освещаемый спереди») — используется для изготовления наружной рекламы с подсветкой снаружи;
- бэклит — используется в световых коробах, где подсветка осуществляется изнутри ЛДС или светодиодами;
- светоблокирующий баннер — баннер для двусторонней печати со вставкой чёрного материала внутрь для предотвращения просвечивания.

## Галерея

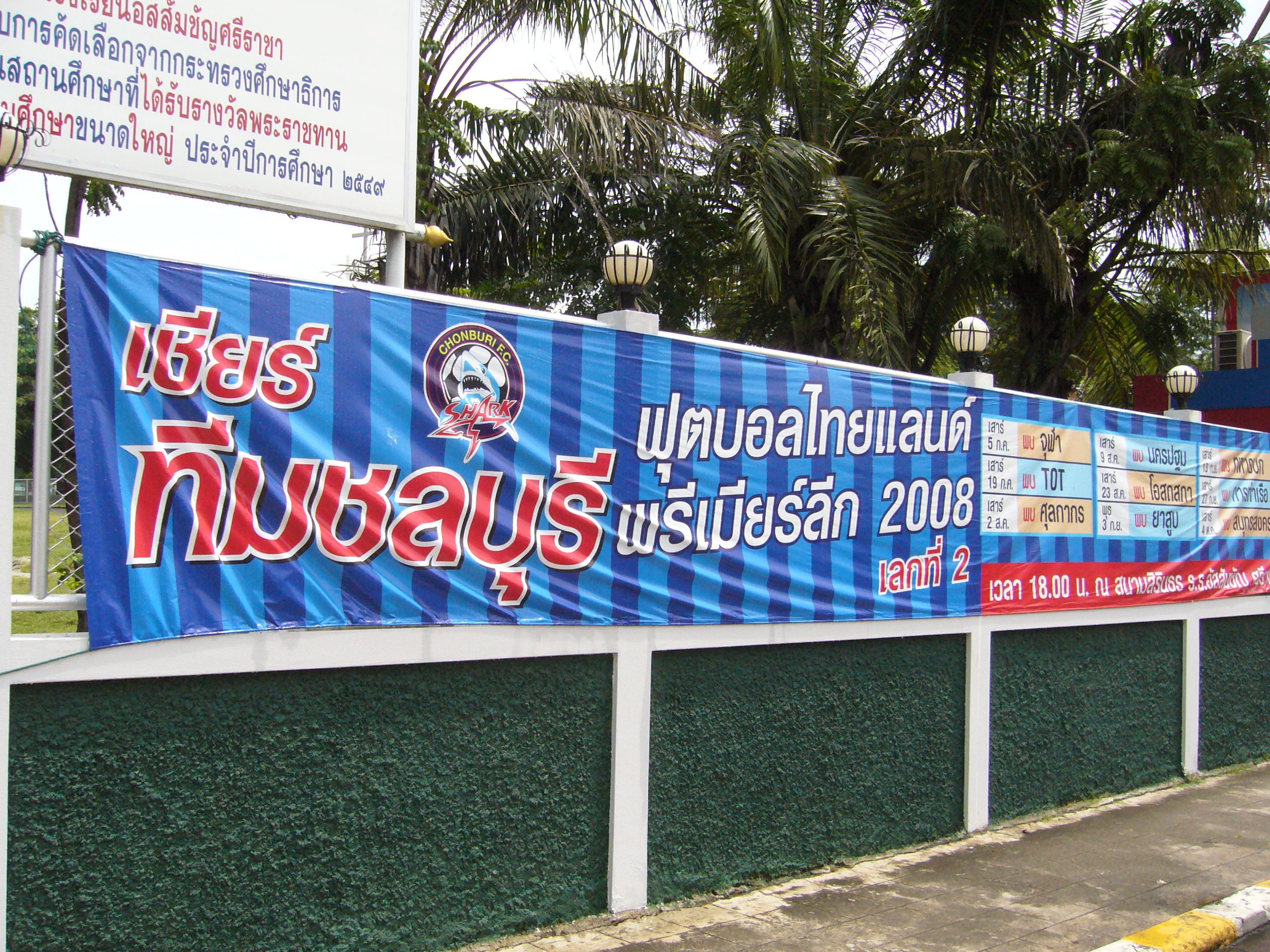
Баннер у школы в Таиланде
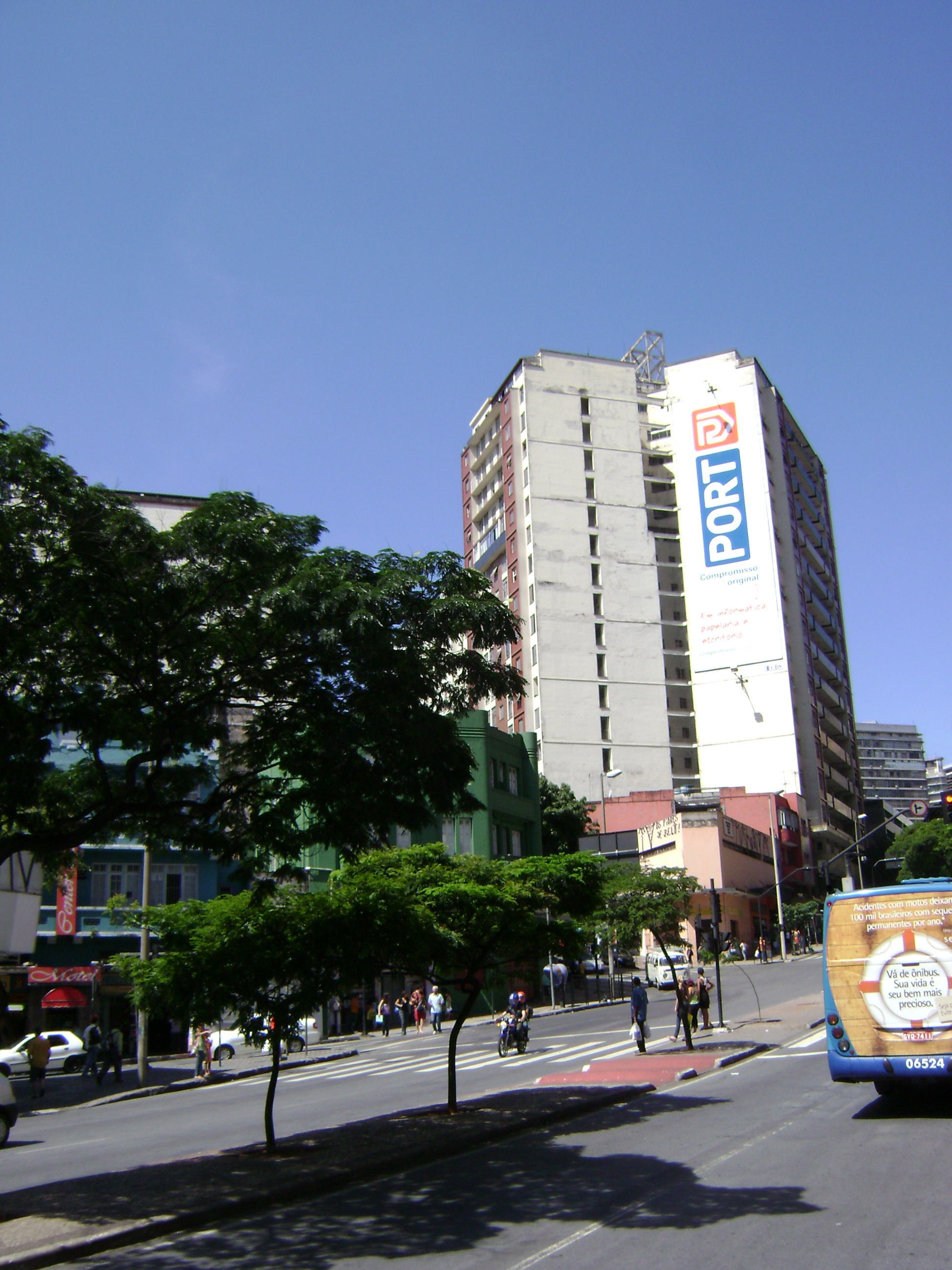
Рекламный баннер на фасаде здания в Бразилии
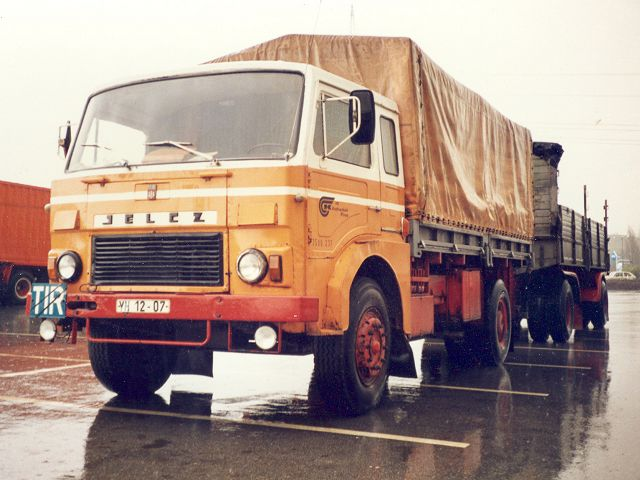
Фургон, крытый баннерной тканью